# Trachelas oreophilus
Trachelas oreophilus là một loài nhện trong họ Trachelidae.
Loài này thuộc chi Trachelas. Trachelas oreophilus được Eugène Simon miêu tả năm 1906.